# Invasión portuguesa de 1811
La invasión portuguesa de 1811 fue el conjunto de acciones militares llevadas a cabo por fuerzas de Portugal basadas en el sur del Brasil, en territorios que hoy forman la República Oriental del Uruguay y parte de la Mesopotamia argentina, entre julio de 1811 y septiembre de 1812.
Las fuerzas portuguesas de invasión estaban comandadas por el gobernador y capitán general de la Capitanía de Río Grande de San Pedro, Diego de Souza (Diogo de Souza), y su objetivo declarado era socorrer al virrey del Río de la Plata, Francisco Javier de Elío, sitiado en Montevideo por fuerzas revolucionarias de las Provincias Unidas del Río de la Plata. La invasión incluyó enfrentamientos con milicias orientales capitaneadas por José Gervasio Artigas y la acción de fuerzas irregulares portuguesas dedicadas al saqueo.

## Sitio de Montevideo
La escuadra realista controlaba el Río de la Plata y realizó el primer bloqueo del puerto de Buenos Aires desde el 3 de septiembre de 1810. El ejército revolucionario al mando del general Manuel Belgrano, que regresaba de la frustrada Expedición al Paraguay, tras haber reunido sus fuerzas en Candelaria (Misiones), atravesó la Mesopotamia y cruzó el río Uruguay para operar en la Banda Oriental, instalando su cuartel general en Mercedes. El 28 de febrero de 1811 los criollos de la Banda Oriental se insurreccionaron contra el virrey, hecho conocido como Grito de Asencio, y avanzaron hacia Montevideo.
El 20 de marzo de 1811 Elío emitió una proclama al pueblo oriental amenazando directamente con la intervención portuguesa si la insurrección continuaba:

(...) mirad que á mí sola orden entrarán cuatro mil portugueses, y con la expedición que ha salido á la campaña, cogidos entre dos fuegos, ni podéis escapar, ni entonces os valdrá el arrepentimiento: todavía ahora tenéis ocasión; retiraos, os digo otra vez á vuestros hogares, y si no me obedecéis, pereceréis sin remedio, y vuestros bienes serán confiscados.

El primer Sitio de Montevideo por tropas revolucionarias se desarrolló entre 21 de mayo y octubre de 1811, luego de que José Artigas lograra el triunfo en la Batalla de Las Piedras el 18 de mayo. José Rondeau puso sitio a Montevideo con el auxilio de los gauchos orientales, milicias guaraníes llevadas por Belgrano desde Misiones y las fuerzas enviadas por Buenos Aires. El Virrey Elío vio como salida para mantener su puesto, el auxilio de las tropas portuguesas del Brasil y fue así que solicitó su concurso para derrotar a los revolucionarios.

## Ejército de Observación
Para prevenir focos revolucionarios en su territorio, y estar preparados para intervenir en territorio español, el Gobierno portugués organizó el Ejército de Observación (Exército de Observação) en la recientemente creada Capitanía de Río Grande de San Pedro, puesto al mando de su capitán general y gobernador, Diego de Souza.

### Legión de San Pablo
La fuerza inicialmente se conformaba por dos divisiones y luego se separó un destacamento para San Borja. El núcleo del Ejército de Observación era la Legión de Voluntarios de San Pablo (Legião de Voluntários de São Paulo), que había llegado a Río Grande del Sur a fines de 1808, proveniente de San Pablo. La Legión estaba compuesta por 2 batallones de infantería de 4 compañías cada uno, 2 baterías de artillería montada y 4 escuadrones de caballería ligera. El 15 de octubre de 1810 el jefe de la Legión, brigadier Gonçalo Antônio da Fonseca e Sá, informó al Ministro de Guerra de Portugal, el Conde de Linhares Rodrigo de Sousa Coutinho, que la Legión había partido del cuartel general de Porto Alegre, habiendo despachado hacia Río Pardo las dos compañías de artillería a caballo y 457 soldados de infantería. Informaba también que los 4 escuadrones de caballería fueron despachados a la Villa de Río Grande y que restaba salir para Río Pardo parte de la infantería.
A principios de 1811 la Legión y fuerzas milicianas fueron concentradas en los campamentos de San Diego y de San Sebastián. En julio de 1811 Joaquim de Oliveira Álvares recibió el mando de la Legión por muerte de Fonseca e Sá.

### División de Marques de Sousa
Comandada por el mariscal de caballería Manuel Marques de Sousa (el 1° de los varios del mismo nombre), comandante de la Frontera de Río Grande, estaba concentrada en la Guardia de San Sebastián (Guarda de São Sebastião) en las sierras de las proximidades de la actual Bagé, cerca del destruido Fuerte de Santa Tecla. Estaba integrada por:
- Batallón de Infantería de Río Grande (Batalhão de Infantaria do Rio Grande),
- 2 escuadrones de caballería ligera de Río Pardo,
- 4 escuadrones de la caballería ligera de la Legión de San Pablo,
- 1 escuadrón de caballería de milicias de Río Grande.

### División de Curado
Comandada por el mariscal de infantería Joaquín Javier Curado (Joaquim Xavier Curado), comandante de la Frontera de Río Pardo, estaba concentrada el 9 de febrero de 1811 en el campamento de San Diego (São Diogo, Povoado dos Aparecidos o Nossa Senhora Aparecida), en las márgenes del arroyo Inhanduí (afluente del río Ibirapuitã Chico a 25 km al noroeste de la actual Alegrete en el actual Municipio de Santana do Livramento). Estaba integrada por:
- 2 batallones de infantería de la Legión de San Pablo,
- 2 baterías montadas de artillería de la Legión de San Pablo,
- 1 escuadrón de milicias de Río Pardo,
- 1 compañía de lanceros guaraníes.

La avanzada de Curado, al mando de Thomaz da Costa, se situaba en un campamento al oeste del río Ibirapuitã Chico.

### División de Menna Barreto
La expedición de Belgrano al Paraguay motivó que luego de la Batalla de Paraguarí el gobernador realista del Paraguay, Bernardo de Velasco, solicitara una ayuda de 200 soldados al capitán general Diego de Souza, quien había ofrecido auxilios previamente, pero no llegó a concretarse. Desde San Diego Souza envió una fuerza de 1000 hombres a San Borja al mando del coronel Juan de Dios Menna Barreto (João de Deus Menna Barreto), formada por:
- 1 batería de artillería de la Legión de San Pablo,
- 2 compañías de infantería (200 cazadores) de la Legión de San Pablo,
- Regimiento de Dragones de Río Grande (Dragões do Rio-Grande),
- 2 escuadrones de milicias de Río Pardo.

En enero de 1811 el gobernador de Misiones, Tomás de Rocamora, alertó a Belgrano sobre la llegada de esa fuerza a San Borja, sede del Comando de Misiones a cargo del sargento mayor Francisco das Chagas Santos. 
Souza pasó revista a los dos campamentos de San Diego y San Sebastián, en febrero y marzo de 1811, respectivamente. Comunicó a Velasco el 25 de febrero la llegada de la fuerza a San Borja, y que tenía órdenes del rey de Portugal para auxiliar a las autoridades que reconocieran los derechos de Carlota Joaquina. El 10 de abril Souza comunicó a Velasco que había incrementado las fuerzas a 1.500 hombres en San Borja y que se había puesto al mando de ellas.

## Intervención portuguesa
Souza ordenó que todas las fuerzas de la Capitanía se concentraran en la Guardia de San Sebastián, dejando una pequeña fuerza en San Borja para atender la defensa de las Misiones Orientales, al mando del coronel Menna Barreto. Proveniente de San Borja, el 24 de mayo Souza llegó al campamento de San Diego y al día siguiente partió junto con las fuerzas de Curado hacia la Guardia de San Sebastián.
Diego de Sousa tenía órdenes de acudir al primer llamado de las autoridades realistas que se le hiciera. El 8 de mayo el virrey Elío envió a su secretario Juan Bautista Esteller a solicitar el socorro de tropas portuguesas de Diego de Sousa. Éste recibió el pedido el 18 de junio cuando viajaba hacia el campamento de San Sebastián. 
El 3 de junio Souza solicitó refuerzos al Conde de Linhares para garantizar las fronteras de Río Grande del Sur y el 20 de junio le comunicó que se hallaba establecido el ejército en el campamento de San Sebastián. El 26 de junio llegó la división de Curado y el 6 de julio los bagajes. 
El 9 de junio de 1811 el alcalde de Mandisoví, Pablo Areguatí, comunicó a Belgrano que desde San Borja había partido ''(...) un gran ejército de entre 4.000 y 5.000 hombres, por la cuchilla Grande hacia Montevideo.''
La fuerza fue denominada Ejército Pacificador de la Banda Oriental (Exército de Pacificação da Banda Oriental).
Souza reunió a los principales jefes en consejo y se decidió iniciar la marcha el 15 de julio.
Portugal siempre había disputado a España el territorio de la Banda Oriental y esta ocasión no la dejó pasar, en consecuencia, luego de retrasarse la salida 2 días, el 17 de julio de 1811 salió el ejército rumbo al río Yaguarón con 4.000 soldados portugueses bien pertrechados de artillería. La fuerza marchaba en dos columnas principales, la primera al mando de Curado y de Marques con la caballería y la artillería montada, y la segunda con la infantería al mando del mariscal Portelli.
El 19 de julio de 1811, en el Paso del Valiente, Diego de Souza publicó un manifiesto a los habitantes de la Banda Oriental, sobre las puras y leales intenciones de su Majestad Real que era pacificar las tierras de Su Majestad Católica y no conquistarlas. 

No es con intención de conquistar vuestro país, que me determino a entrar en él, el objetivo de mis operaciones tendrá solamente en vista apaciguar las querellas de una revolución que desgraciadamente os inquieta y os obliga a derramar sangre de vuestros propios compatriotas.

El 21 y el 22 de julio el ejército cruzó el río Yaguarón. El comandante de Cerro Largo, Joaquín de Paz, había recibido órdenes de abandonar la Villa de Melo incendiándola, pero envió una comunicación a Diego de Sousa declarándose carlotista y pidiendo que se adelantase una fuerza hacia la villa para evitar su destrucción, por lo que Marques de Sousa recibió la orden de avanzar hacia Melo con 2 escuadrones de caballería ligera y 2 escuadrones de dragones. El 23 de julio Marques de Sousa se apoderó de la Villa de Melo. Al regresar a la columna principal, esta fuerza se extravió en la niebla nocturna, resultando en la muerte de 2 centinelas por hipotermia debido al rigor invernal. Entre el 27 de julio y el 12 de agosto el Ejército Pacificador se hallaba de campamento en Melo, quedando en la villa una fuerza portuguesa al mando de Manuel Álvares Guimaraens.
A principios de agosto Rondeau envió dos divisiones de caballería al mando respectivo del coronel Pedro Pablo Pérez y del capitán Baltasar Bargas para observar los movimientos del ejército portugués y recoger ganado y caballadas que pudieran servir a los invasores. Las fuerzas fueron reclutadas entre las partidas que custodiaban los ríos Uruguay y de la Plata, desguarneciendo las costas.
El ejército portugués cruzó el río Cebollatí por el Paso de la Cruz (6 km aguas abajo de la Charqueada) y el 30 de agosto llegó a la margen occidental de la laguna Merín en la barra de San Miguel. Capturó luego el Fuerte de San Miguel, dejando una guarnición. 
Diego de Souza destacó 300 soldados de caballería de las columnas laterales para que vadearan el río Tacuarí y avanzaran sobre Santa Teresa antes que sus defensores recibieran refuerzos. El 5 de septiembre Marques de Sousa tomó la Fortaleza de Santa Teresa. La fortaleza había sido tomada a los realistas el 5 de mayo y estaba custodiada por el coronel Ángel Francisco Núñez con 350 hombres y 4 cañones. Fue abandonada por sus defensores el 2 de septiembre junto con el vecino pueblo de Santa Teresa, que fue incendiado por sus pobladores, quedando desde entonces despoblado. El hecho suele ser considerado como el primer eslabón del éxodo oriental. Marques de Sousa envió partidas en persecución de los huidos, una de las cuales, por la noche invadió el campamento revolucionario en la laguna de Castillos, rindiéndose 16 soldados de caballería con 300 caballos. En un rápido avance, otra partida sorprendió a las fuerzas revolucionarias concentradas en Rocha, tomando 200 caballos y 12 prisioneros, entre ellos los capitanes Castillos y Gordillo. Los daños cometidos por los defensores al intentar volar la fortaleza fueron reparados por los portugueses, que la dotaron de artillería y fuerzas de defensa, quedando en ella 5 cañones, un obús y 2 morteros y otras 2 piezas de artillería abandonadas por los defensores, y 225 soldados.
El 29 de septiembre fue atacado el campamento de Rincón del Avestruz, estancia de Romualdo de la Vega ubicada entre el río Olimar y el Avestruz Grande cerca de Melo, en donde se hallaba el capitán de caballería Ramón Villademoros con 110 hombres. La partida portuguesa estaba comandada por Manuel Joaquim de Carvalho, quien salió de Melo con 73 hombres y sorprendió a Villademoros cuando preparaba un ataque a la Villa de Melo por orden de Rondeau, dejándole 37 muertos.
El 3 de octubre el ejército prosiguió su marcha sin encontrar resistencia, tomando San Carlos y llegando Diego de Souza a Maldonado el 14 de octubre, donde fue establecido el Cuartel General sin reacción revolucionaria. El avance portugués fue facilitado por las observaciones militares realizadas por Curado durante sus viajes diplomáticos.
El 14 de octubre Diego de Souza ordenó a Francisco Carneiro de Figueiredo Sarmento que marchara con 128 soldados a ocupar el pueblo de Minas.

## Armisticio entre Buenos Aires y Montevideo
En Río de Janeiro el cónsul británico en Brasil, Lord Strangford, había iniciado sin éxito en abril un proceso de mediación orientado a mantener el statu quo que dejara en suspenso la disputa de fondo entre los juntistas porteños y regentistas montevideanos.
Las tropas portuguesas amenazaron levantar el sitio de Montevideo y el Ejército del Norte había sido derrotado en la Batalla de Huaqui el 20 de junio perdiéndose el Alto Perú, Belgrano fue derrotado en el Paraguay, mientras la flota realista controlaba los ríos, por lo que el nuevo gobierno de las Provincias Unidas, el Primer Triunvirato asumido el 23 de septiembre de 1811, decidió poner fin al sitio y negociar un armisticio. Lord Strangford condujo la negociación firmándose el armisticio el 20 de octubre de 1811, que obligaba al cese de hostilidades con retiro de las fuerzas de Buenos Aires y de Portugal, y al levantamiento de los bloqueos de Buenos Aires y Montevideo. La Banda Oriental y las villas entrerrianas de Concepción del Uruguay, Gualeguay y Gualeguaychú debían quedar bajo el control del virrey, lo que ocasionó el disgusto de sus habitantes. El convenio fue ratificado por Elío el 21 de octubre y tres días después por el Triunvirato.

## Retirada patriota y Éxodo oriental
Cumpliendo lo pactado, las tropas porteñas comenzaron a abandonar el sitio el 14 de octubre, evacuaron el suelo oriental en diciembre de 1811 y regresaron a Buenos Aires, mientras que otras fuerzas cruzaron el río Uruguay, acampando en Entre Ríos. Artigas y otros caudillos que reconocían la autoridad del Triunvirato no aceptaron en principio el acuerdo, pero también se retiraron cruzando el río Negro entre el 11 y el 13 de noviembre de 1811, siendo seguidos por gran parte de la población, que no quería quedarse a vivir bajo dominación realista o portuguesa. Este hecho se conoce como Éxodo oriental.
El 10 de diciembre de 1811 cruzaron también el río Uruguay y se establecieron en San Antonio del Salto Chico (hoy Concordia (Argentina)) y en junio de 1812 se retiraron a sus cercanías, instalándose en el Campamento del Ayuí. Artigas mantuvo algunas fuerzas en la orilla oriental del río Uruguay.
El 3 de marzo de 1812 el enviado paraguayo capitán Bartolomé Laguardia envió a su gobierno una relación de las milicias orientales comandadas 
por Artigas:

El Ejército se compone de cuatro a cinco mil hombres armados con fusiles, carabinas y lanzas. Cuatrocientos indios charrúas armados con flechas y bolas y estoy persuadido, que aún en los pueblos de indios ha dispuesto formar sus compañías, porque he visto algunos corregidores uniformados. (...)

Que la tropa de Artigas tiene bastante gente armada; que habrán 8 o 9 carretas de municiones; que la mayor parte de las caballadas están inutilizadas; que tres toldos de los charrúas pasaron al otro lado del Uruguay quedando el resto de este lado junto al Daymán, puntas del Arapey y Sopas; que la División de Torgués pasaba a las Misiones Occidentales, para la Cruz o Santo Tomé y contaría de 100 hombres de armas y 200 de lanzas y que tienen abundantes canoas; que entre San Antonio y Daymán se encuentran partidas de Artigas juntando caballadas y boyadas flacas y que las pasan abajo del Salto Chico.

## Ataque portugués a los pueblos mesopotámicos

Las Misiones.

Para atender la defensa de las Misiones Orientales, Souza dejó al coronel Menna Barreto con un destacamento de tropas en San Borja. Menna Barreto organizó partidas mixtas con fuerzas veteranas, milicianos y voluntarios criollos y guaraníes, que envió a ambos lados del río Uruguay. Aunque esas partidas estaban al mando de oficiales, se dedicaron al saqueo y al pillaje, aumentadas con delincuentes locales. 
El gobernador intendente de Misiones, Tomás de Rocamora, fue relevado del cargo a fines mayo de 1811, sin que la Junta de Buenos Aires le nombrara un sucesor. Los diez pueblos que permanecieron sin ocupar por los paraguayos quedaron bajo el gobierno de los subdelegados: Celedonio José del Castillo en el Departamento de Concepción y Bernardo Pérez Planes en el de Yapeyú, bajo control directo de Buenos Aires.
En 1811 bandas armadas irregulares luso-brasileñas, mayoritariamente guaraníes, invadieron los pueblos misioneros, capturando al comandante de Yapeyú. Al mando de Antonio dos Santos Pedroso, desde Yapeyú invadieron Mandisoví expulsando al alcalde Areguatí, quien el 13 de julio informó que los portugueses habían hecho un saqueo general (...) hasta no perdonar la ropa de uso. Partiendo de San Diego, poco después, tras tomar sin resistencia el pueblo de Belén en la Banda Oriental, Manuel dos Santos Pedroso (alias Maneco) cruzó el río Uruguay por el Salto Chico y se apoderó del puerto de San Antonio de Salto Chico en el mes de julio. El comandante de Entre Ríos, José Miguel Díaz Vélez, solo destacó 100 efectivos a custodiar la frontera de su territorio.
Una partida portuguesa de 55 milicianos al mando de Manuel Carvallo y de Bento Manuel Ribeiro, con la colaboración del español Benito Chain, atacó Paysandú el 1 de septiembre, muriendo en su defensa el capitán Francisco Bicudo y la mayor parte de su compañía de 50 hombres de caballería que custodiaban la villa (solo se salvaron 8) (Combate de Paysandú). Otra partida al mando de Ribeiro (quien quedó herido y prisionero) fue batida en el Paso de Yapeyú en el río Negro por el comandante Ojeda con milicias orientales (Combate del Paso de Yapeyú). Luego de esas victorias, los portugueses cruzaron el río Negro saqueando las zonas aledañas a Santo Domingo Soriano y a Mercedes.
Para contener los ataques, José Rondeau envió a principios de septiembre al capitán de dragones José Ambrosio Carranza con un destacamento al norte del río Negro. El 8 de septiembre Carranza entró en Mercedes y luego logró desalojar a los portugueses de Paysandú el 9 de octubre, después de dos ataques a la villa, contando con la ayuda de Manuel Artigas con 28 charrúas y los vecinos capitaneados por Baltasar Ojeda.
El 14 de septiembre Sousa escribió a Maneco ordenándole destruir las embarcaciones que hallara al norte del Salto Grande del Uruguay.
Desde Mandisoví las fuerzas luso-brasileñas atacaron Curuzú Cuatiá el 19 de septiembre de 1811. La columnas de 100 atacantes logró que los 500 defensores del pueblo se retiraran tras el río Corriente. Llegaron también hasta el río Paraná en Caballú Cuatiá (actual La Paz). A pedido de Elío, avanzaron rumbo a Concepción del Uruguay, villa que se hallaba bloqueada por barcos españoles enviados desde Montevideo. El 11 de octubre de 1811 los portugueses atacaron la villa, pero fueron rechazados por las fuerzas del capitán Francisco S. Quevedo. 
El 30 de septiembre el teniente de gobernador de Corrientes, Elías Galván, fue nombrado jefe de las fuerzas destinadas a recuperar los pueblos ocupados por los portugueses, concentrado sus tropas en Caaguazú.
Ante el peligro de invasión, las poblaciones de Yapeyú, La Cruz y Santo Tomé emigraron hacia San José. El pueblo de La Cruz fue atacado el 13 de octubre, el pueblo misionero de San José el 19 de octubre y Santo Tomé el 2 de noviembre. Celedonio del Castillo concentró sus fuerzas en los pueblos de San Carlos y Mártires.  
Luego de recuperar Curuzú Cuatiá el 19 de octubre, el 29 de noviembre fuerzas del teniente gobernador de Corrientes, Elías Galván, al mando de José Ignacio Añasco expulsaron de Mandisoví a los luso-brasileños.
El 15 de noviembre de 1811 el Triunvirato nombró a Artigas Teniente Gobernador Justicia Mayor y Capitán de Guerra del expresado Departamento (Yapeyú) y sus partidos, con mando sobre los 10 pueblos misioneros sujetos al control de Buenos Aires. 
En diciembre Maneco con 300 hombres saqueó Gualeguay y luego se dirigió a Belén, desde donde bloqueó el avance de Artigas hacia el Salto Chico. El 7 de diciembre Artigas le comunicó a Galván:

Llegando ya en retirada hasta dos leguas del Salto, no he tenido la menor novedad en los puntos por donde he transitado, que quedan ahora a mi espalda. Sin embargo, esto no ha sido bastante para destruir la sospecha que siempre me ha inspirado la mala fe de los portugueses.

El 12 de diciembre Santos Pedroso comunicó a Menna Barreto:

Don José Artigas con su ejército, está distante de mi campamento, 12 leguas; puede llegar a Belén y de ahí seguir adelante. Haré cualquier imposible para atacarlo y cuando no pueda me iré retirando hasta las posesiones de nuestro Augusto Príncipe.

Para la defensa del territorio, quiera Vuestra Señoría mandar el auxilio necesario, porque de lo contrario, entrarán hasta nuestras posesiones mas interiores.

El 18 de diciembre Artigas envió desde el río Daymán al capitán de blandengues Manuel Pintos Carneiro con 500 soldados de caballería y 452 indígenas charrúas y minuanos a intimar a Maneco el desalojo de Belén, logrando vencerlos en el Combate del Arapey Chico en donde los portugueses tuvieron 50 muertos y 5 las fuerzas de Artigas. El día 21 el pueblo fue recuperado, refugiándose Maneco en las sierras del Yarao al norte del Cuareim. Artigas justificó así la acción que rompía el armisticio:

Yo entonces vi comprometida la seguridad de todos y justificado cualquier procedimiento mío para la defensa natural. Sin pastos para las cabalgaduras, imposibilitado de alimento para los soldados y las familias y precisado de permanecer en este punto para concluir el pasaje. Yo me decidí y el 18 del corriente hice marchar una división de esta arma compuesta de 500 hombres a la que uní 452 indios, al mando, todos, del capitán Manuel Pinto Carneiro, en dirección a Belén en cuyas cercanías se hallaba la columna portuguesa de 300 hombres a las órdenes del Sargento Mayor don Manuel dos Santos Pedroso. Señor Excelentísimo: esto ha sido inevitable. La capitulación cuya copia que tengo el honor de incluir para V.E., lo confirma de modo indudable. Las armas de la patria se vieron precisadas de atacarlos.
Parte al Gobierno de Buenos Aires

Para hacer frente a Artigas, Diego de Souza envió a fines de diciembre de 1811 desde Maldonado a San Diego, a los regimentos de Dragones y de milicias de caballería de Río Pardo, al mando del coronel Thomaz da Costa.

## Resistencia portuguesa a cumplir el armisticio
Souza fue notificado que su ejército debía retroceder al Brasil el 8 de octubre de 1811, días antes de la firma del armisticio, por el capitán Luis de la Robla enviado de Elío, pero se negó a regresar. La resistencia de las milicias y el auxilio encubierto por parte de Buenos Aires, fue luego la excusa para que las fuerzas portuguesas no abandonaran el territorio. El comandante de las fuerzas portuguesas exigió como condición para su partida la disolución de las milicias de Artigas y garantías de que esas fuerzas no atacarían poblaciones portuguesas. 
Diego de Souza presentó una reclamación ante Buenos Aires, para exigir que tanto ese Gobierno como el de Montevideo, reconocieran la situación de sus tropas, y tomaran medidas contra Artigas que asumía una actitud de resistencia, al no evacuar totalmente el territorio oriental, según lo acordado en el armisticio.

## Fin del armisticio
Resistido por todas las partes, el armisticio no se mantuvo. El nuevo gobernador realista de Montevideo, Gaspar de Vigodet exigió al Triunvirato acciones contra Artigas. El Triunvirato apoyó a Artigas pero propuso la retirada de este a cambio de la retirada de los portugueses. Con el frente norte ya estabilizado, el Triunvirato informó a Vigodet el 1 de enero de 1812 que ayudaría a Artigas a expulsarlos. Vigodet respondió que lo impediría y el 6 de enero de 1812 se cerró el puerto de Montevideo, por lo que Vigodet dio por implícitamente roto el armisticio. El 31 de enero se reanudaron las hostilidades. 
Los contactos de Artigas con el Paraguay lograron que la Junta paraguaya aprobara una alianza contra los portugueses el 9 de enero de 1812. Otra alianza fue firmada con Corrientes en abril, ofreciendo tropas paraguayas para defenderla. Los paraguayos construyeron un fortín cerca de Candelaria, defendido por 600 hombres. También construyeron dos baterías cerca de Humaitá para impedir que barcos de Montevideo remontando el río Paraguay atacaran Asunción.
Desde su campamento en el río Daymán, a mediados de febrero Artigas destacó a Fernando Otorgués hacia Santo Tomé con 150 hombres, un Escuadrón de Voluntarios, 3 compañías que comandaba Fructuoso Rivera, y algunas milicias misioneras, para defender los pueblos del ataque portugués. Tras breve resistencia, recuperó sucesivamente los pueblos de Santo Tomé, Yapeyú y La Cruz, que habían sido ocupados por fuerzas portuguesas pertenecientes al coronel Mena Barreto. 
En abril de 1812 el Triunvirato comunicó al cónsul de Gran Bretaña en Río de Janeiro, Lord Strangford, la decisión de enviar a Diego de Souza un ultimátum exigiendo su inmediato retiro bajo amenaza de guerra. El Triunvirato envió a Artigas 20.000 pesos conducidos por Ventura Vázquez y el Regimiento N.º 6 de Pardos y Morenos al mando de Miguel Estanislao Soler y lo hizo jefe de las operaciones. 
Desde Maldonado, a principios de 1812 Diego de Souza convocó al ejército a todos los riograndenses entre 16 y 40 años de edad, quienes debía presentarse en un plazo de 10 días. Con los refuerzos recibidos, Sousa reunió un ejército de 5.000 hombres y 36 cañones. El 16 de marzo de 1812 el Ejército Pacificador marchó hacia Paysandú, pasando por Pan de Azúcar, Paso de Coelho (20 - 24 de marzo, sobre el río Santa Lucía Grande), Cerro Pelado, Paso del Durazno (sobre el río Yí, actual Durazno), Paso de Alcorta (actual Paso de los Toros sobre el río Negro, llamado Paso del Corte por los portugueses), y arroyo Malo, entrando en Paysandú el 2 de mayo y acampando luego en la desembocadura del arroyo de San Francisco en el río Uruguay, donde se atrincheró. Durante la marcha debió enfrentar guerrillas artiguistas. El 17 de marzo, en el campamento de Pan de Azúcar, los portugueses recibieron provisiones de las autoridades realistas de Montevideo como gratitud para las tropas.
Durante el avance hacia Paysandú el 6 de abril el ejército atravesó el río Yí. Al día siguiente fueron adelantadas dos columnas de caballería con 500 hombres, de la Legión y de milicias, con 2 obuses y 4 cañones, con el fin de limpiar de partidas milicianas los pasos del río Negro. El 8 de abril el general Joaquim de Oliveira Álvares con 100 soldados y 2 piezas de artillería que se adelantaron, desalojó el Paso de Alcorta sobre el río Negro, que estaba siendo atravesado por 200 milicianos al mando de Germano Machario y de Rubio Marques. Murieron 10 milicianos orientales, tomándose 7 prisioneros, 300 caballos, 150 bueyes y 2 carretas con municiones (Combate del Paso de Alcorta). 
El 26 de marzo de 1812 Bento Manuel Ribeiro con 80 hombres, saliendo desde San Borja, atacó Yapeyú, defendida exitosamente por Pérez Planes con 400 soldados, a los que se sumaron otros 100 enviados posteriormente por Artigas. El 4 y el 6 de mayo el coronel de ingenieros Francisco das Chagas Santos, con 400 milicianos, guaraníes y 6 cañones, atacó Santo Tomé (Combate de Santo Tomé) defendida por Galván y sus fuerzas correntinas recién llegadas, debiendo repasar el río Uruguay al ser rechazados, llevándose consigo 3.000 cabezas de ganado como producto del saqueo de la campaña y dejando el pueblo destruido. En el combate murieron 150 defensores.
Desde San Diego el coronel Thomaz da Costa avanzó con los dragones y milicias de Río Pardo para enfrentar a las fuerzas de Artigas en la zona entre los ríos Ibicuy y Cuareim, obligándolas a repasar el río Uruguay.
El 7 de abril Artigas cruzó el río Uruguay, dejando 200 hombres en la orilla occidental y destacando partidas hacia los río Cuareim, Negro y Tacuarembó. El 13 de abril fue avistada una fuerza portuguesa de 200 hombres en el arroyo Itapebí Grande (o Tapeby, afluente del río Uruguay). Da Costa y Maneco habían acampado con una fuerza de 1000 hombres de las 3 armas en Tapeby. Artigas despachó contra ellos 500 infantes al mando del capitán de dragones Francisco Uriondo, quien chocó contra los portugueses reforzados ya con 400 hombres más (Combate de Itapebí Grande). Artigas envió en auxilio a 400 infantes del Regimiento de Pardos y Morenos al mando de Soler, con 2 cañones al mando de Zufriategui, resultando en el retiro y persecución de los portugueses al norte del río Arapey Grande, con 5 muertos. Una fuerz de 200 soldados de caballería quedó custodiando el Paso del Arapey.
El 11 de abril el capitán de milicias de caballería portugués Antonio Adolfo Charão atacó un destacamento de caballería oriental en las puntas del Daymán, derrotándolo.
Cuando se hallaban cerca de Paysandú el gobierno de Buenos Aires ordenó a Artigas regresar al Ayuí, en momentos en que Lord Strangford mediaba con la corte de Río de Janeiro y consiguiera que los portugueses abandonaran la Banda Oriental.
En junio de 1812 Chagas intentó atacar La Cruz, defendida por fuerzas correntinas, pero Galván le comunicó que habían cesado las hostilidades y se retiró.

## Tratado Rademaker-Herrera
- Wikisource contiene obras originales de o sobre Invasión portuguesa de 1811.

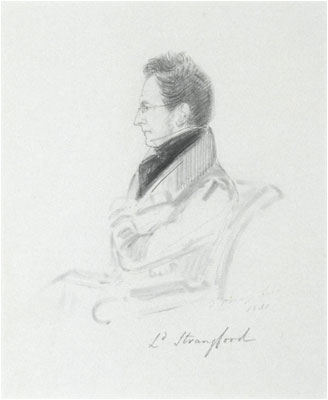
Lord Strangford.

La mediación británica logró que el 26 de mayo de 1812 se firmara el Tratado Rademaker-Herrera entre el gobierno de las Provincias Unidas del Río de la Plata y el Imperio de Portugal, que puso fin a la intervención portuguesa en la Banda Oriental posibilitando el inicio del segundo sitio de Montevideo. El tratado fue firmado por el enviado portugués, teniente coronel Juan Rademaker, y el secretario interino de gobierno del Primer Triunvirato, Nicolás Herrera.
El artículo tercero disponía que las tropas de ambos ejércitos se retirarían:

(...) dentro de los límites del territorio de los dos estados respectivos: entendiéndose estos límites, aquellos mismos que se reconocían como tales, antes de empezar sus marchas el ejército portugués hacía el territorio español.

El acuerdo así planteado dejaba fuera la cuestión de Montevideo: en los hechos el ejército portugués se replegaba, pero el de las Provincias Unidas podía continuar o reiniciar sus operaciones en la Banda Oriental.
Ante las novedades, el gobernador Gaspar de Vigodet envió al capitán de fragata José Primo de Rivera y Ortiz de Pinedo a Río de Janeiro para solicitar a Lord Strangford que intercediera ante el Príncipe Regente para que no ratificara el tratado. Por su lado, Diego de Souza se negó a retirarse como especificaba el acuerdo. 
El 29 de mayo una fuerza portuguesa que marchaba hacia el Salto Oriental para impedir el paso de fuerzas de Artigas, sufrió la dispersión de la caballada por acción de charrúas y minuanos. La fuerza estaba compuesta por 1 batallón de infantería, 2 escuadrones de caballería y 101 soldados de artillería, (todos de la Legión) con 2 cañones y 2 obuses, 2 escuadrones de milicias de Porto Alegre y 150 milicianos de Manuel dos Santos Pedroso que se le incorporaron. El 31 fueron adelantados 2 escuadrones de caballería al mando  del coronel Álvares en busca de los indígenas. El 12 de junio el teniente coronel Ignacio dos Santos Abreu, con 200 soldados de caballería y 100 de infantería de la Legión y el Regimiento de milicias de Porto Alegre, derrotó a la vanguardia de Artigas, formada por charrúas y minuanos, en el arroyo Laureles (afluente del Daymán), muriendo 4 caciques y 80 indígenas. Cinco portugueses murieron en la acción y se tomaron entre 2.500 y 3.000 caballos (Combate de arroyo Laureles). Los portugueses establecieron campamento en la boca del arroyo San Antonio Grande.
El 10 de junio Diego de Souza recibió la orden del rey João VI de suspender los combates y retirarse de la Banda Oriental. El 13 de junio el ejército inició la marcha. El 25 de julio se le reunió la fuerza del coronel Álvares.
El tratado fue ratificado por las Provincias Unidas el 17 de julio y al conocerlo el Consejo de Estado de Portugal consideró que Rademaker se había extralimitado. Pero Strangford nuevamente presionó a la Corte para que aceptara el armisticio en los términos pactados. 
El 15 de julio Chagas Santos informó el estado de sus fuerzas en San Borja: un destacamento de 29 hombres de artillería de la Legión, Batallón de infantería y artillería de la Capitanía de San Pedro, Regimiento de milicias guaraníes de caballería y milicias de caballería portuguesas.
El 18 de agosto el Ejército Pacificador llegó al Campo de Santa Ana, desde donde retornó al territorio portugués marchando en dos columnas en dirección a Bagé y a Alegrete, respectivamente. La fuerza dirigida a esta última llegó el 25 de agosto a las cabeceras del Cuareim, el 28 de agosto a los Cerros de Santa Ana, a las vertientes del Cuñapirú el 5 de septiembre, llegando al campamento de Concepción el 27 de septiembre.
El gobierno portugués por intermedio del Conde Das Calveas envió entonces a Buenos Aires el 13 de septiembre de 1812 un oficio ratificando el tratado y dando seguridades de que:

(...) las tropas portuguesas comenzaron sin pérdida de tiempo su retirada para dentro de sus respectivos límites, del modo que el rigor de la estación y alguna falta de transportes se lo han podido permitir.

Al llegar a San Sebastián y a San Diego, las tropas milicianas fueron desmovilizadas, mientras que las demás retornaron a Río Pardo y a Río Grande. Diego de Souza recibió el título de Conde de Río Pardo.
El Gobierno de Buenos Aires comisionó primero a Manuel José García y a Marcos Balcarce para proponer un acuerdo con Montevideo, lo que fue rechazado por Vigodet, quien insistía en el reconocimiento del Consejo de Regencia de España e Indias, por lo que se dio inicio al segundo sitio de la ciudad.

## Consecuencias territoriales
Los portugueses no evacuaron completamente sus fuerzas a los límites establecidos de hecho antes de la invasión, quedando en su poder la región entre los ríos Ibicuy, Cuareim, Uruguay y Santa María, en donde hoy se hallan los municipios de Uruguayana, Quaraí, Santana do Livramento, Alegrete y parte de Rosário do Sul y Dom Pedrito. En las cercanías del campamento de la Guardia de San Sebastián surgió la ciudad de Bagé (cuya fecha fundacional se toma el 17 de julio de 1811), y en las cercanías del campamento de San Diego (hoy conocido como Capela Queimada) surgió la ciudad de Alegrete luego de su destrucción en 1814 por fuerzas artiguistas al mando de José Antonio Berdún. Este campamento fue la base desde donde el capitán José de Abreu rechazó los ataques artiguistas para recuperar la región.